# Limnomedusa macroglossa
A Limnomedusa macroglossa  a kétéltűek (Amphibia) osztályába, a békák (Anura) rendjébe, valamint az Alsodidae család monotipikus Limnomedusa nemébe tartozó faj.

## Előfordulása
A faj Brazília déli, Argentína északkeleti részén, Uruguayban és Paraguay északi területein honos. Természetes élőhelye nyílt és erdővel borított területek, folyó menti sziklás talajok. Az ebihalak ideiglenes folyó menti pocsolyákban és lassan folyó vizekben élnek.
A fajt élőhelyének elvesztése fenyegeti, főként a mezőgazdasági tevékenység, a vízszennyezés, a vízerőmű-fejlesztések és ültetvények létrehozatala következtében. Ennek egyik példája az Itaipu-gát, aminek megépítése a Limnomedusa macroglossa több populációját elpusztította.